# Nødværge
Nødværge foreligger, når nogen anvender vold for at forsvare sig mod angreb på deres person eller ejendom i tilfælde, hvor en politimyndighed ikke kan hjælpe. Med nødværgeretten gives borgeren en lovsikret ret til en afbalanceret magtanvendelse, når han eller hun er under angreb og ikke kan få hjælp af ordensmagten.

## Danske sager om lovligt nødværge
- 16. maj 2007: En 23-årig mand trak et jagtgevær og skød dræbte en 42-årig mand i Glejbjerg. Drabet var lovlig nødværge bestemte Vestre Landsret i december 2007.[1][2]

- 3. september 2010: En 22-årig mand affyrede fire skud med et oversavet jagtgevær, da to mænd 3. september 2010 sparkede døren ind til hans lejlighed. To af skuddene ramte en af angriberne, en 30-årig mand. Skuddene blev affyret på cirka en meters afstand. I oktober 2011 blev den 22-årige mand ved Retten i Vejle frikendt for drabsforsøg. Det var nemlig i nødværge, at han skød mod en mand, der angreb ham med et jernrør.[3]

- 28. december 2012: I en lejlighed på Skoleholdervej i København, hvor der forinden var blevet drukket rigeligt med alkohol - pegede den dræbte - en 46-årig mand - en ladt pistol mod den 44-årige og truede ham med en kniv. De to mænd kom op at slås, og det endte med, at den 44-årige stak sin bekendte fire gange med kniven. Efter at have siddet varetægtsfængslet mere end et år blev den 44-årige mand frifundet og løsladt for drabet. Retten vurderede, at drabet blev begået i selvforsvar.[4]

- August 2018: En 59-årig mand stak en 48-årige mand ihjel i et kolonihavehus i Holbæk. Den 48-årige mand opsøgte den 59-årige i et kolonihavehus i Haveforeningen Rørvangsparken i Holbæk, hvor han gik til angreb på den 59-årige, som forsvarede sig med en steak-kniv. Retten i Holbæk frikendte den 59-årige mand i februar 2019, da der var tale om nødværge.[5]

- 16. december 2022: Et enigt nævningeting ved Retten i Helsingør frikendte en 23-årig mand, der var tiltalt for at slå sin mor ihjel i et sommerhus på Pyramidestien i Tisvilde i oktober 2021. Retten fandt, at der var tale om nødværge efter paragraf 13 stk. 2, som betyder, at handlingen er straffri, selvom retten finder, at handlingen overskrider grænserne for lovligt nødværge.[6]

- 3. juni 2024: En 19-årig mand blev ved Retten i Glostrup frifundet for dobbelt knivdrab, der fandt sted i Høje Taastrup i marts i 2023. Retten vurderede, at den 19-årige reagerede i nødværge, da han stak og dræbte to unge mænd på 17 og 18 år med kniv. Han stak også en tredje ung mand i benet, som dog ikke var i livsfare. Ifølge retten var den tiltalte blevet udsat for grov vold inden knivstikkeriet - hvilket fire mænd også blev kendt skyldige i.[7]

## Nødværgeretten i Danmark
Bestemmelserne om denne ret findes i straffelovens §13, hvor der står:

### Straffelovens bestemmelser
Handlinger foretaget i nødværge er straffri, for så vidt de har været nødvendige for at modstå eller afværge et påbegyndt eller overhængende uretmæssigt angreb og ikke åbenbart går ud over, hvad der under hensyn til angrebets farlighed, angriberens person og det angrebne retsgodes betydning er forsvarligt.
Stk.2. Overskrider nogen grænserne for lovligt nødværge, bliver han dog straffri, hvis overskridelsen er rimeligt begrundet i den ved angrebet fremkaldte skræk eller ophidselse.
Stk. 3.  Tilsvarende regler finder anvendelse på handlinger, som er nødvendige for på retmæssig måde at skaffe lovlige påbud adlydt, iværksætte en lovlig pågribelse eller hindre en fanges eller tvangsanbragt persons rømning.

### Bemærkninger til Straffelovens § 13
Strfl. § 13, stk.1, er den bestemmelse, som bestemmer, at handlinger, som er foretaget i nødværge er straffri. Denne bestemmelse er først og fremmest skrevet mhp. fysiske angreb på liv, legeme, frihed osv.
Men ikke enhver handling vil kunne karakteriseres som værende foretaget i nødværge. Strlf’s § 13, stk.1, sørger selv for at afgrænse bestemmelsens anvendelsesområde og knytter således krav til nødværgehandlinger.

### Krav til lovligt brug af nødværge
1. For det første skal der være tale om et påbegyndt eller overhængende angreb. Dette betyder, at en trussel over telefonen ikke ville kunne retfærdiggøre, at den forurettede går over til gerningsmanden og tæsker ham gul og blå, for derved at påberåbe sig strfl. § 13, stk.1. I det foregående eksempel er der ikke tale om et (fysisk) påbegyndt eller overhængende angreb, og derfor ville offeret kunne rette henvendelse til politiet, og anmelde gerningsmanden for overtrædelse af strfl’s. § 266. 
2. Det andet krav, der skal være opfyldt førhen man kan påberåbe sig strfl. § 13, stk.1, er at (nødværge)handlingen skal have været nødvendig for at modstå eller afværge det påbegyndte eller overhængende angreb jf. § 13, stk.1. Her skal der anlægges et såkaldt proportionalitetsvurdering, hvilket betyder at man stiller spørgsmålet "kunne angrebet havde været afværget ved anvendelse af mindre indgribende handlinger". Hvis vi igen benytter eksemplet givet ovenover, så er svaret i det omtalte tilfælde JA. Den som truslerne var rettet til, kunne have valgt at rette henvendelse til politiet og derved melde gerningsmanden, forudsat at han vidste, hvem gerningsmanden var eller havde mistanke herom, i stedet for at opsøge gerningsmanden og udøve vold mod denne. 
 I denne forbindelse skal der gøres opmærksom på, at anklagemyndigheden i de fleste sager, der drejer sig om påberåbelse af strlf's § 13, stk.1, gang på gang påstår, at den angrebne (som nu er tiltalt) ikke kan påberåbe sig bestemmelsen, idet tiltalte (den angrebne) blot kunne have valgt at flygte, og dermed reelt havde undgået at komme i en (fysisk) konfrontation, der nødvendiggjorde anvendelse af vold eller det, der er værre. Til dette argument skal der knyttes en kort bemærkning. Det er nemlig fast antaget i den strafferetlige litteratur, at ingen har pligt til at "løbe væk" eller forsøge at "løbe væk", og såfremt man vælger ikke at flygte, så burde denne beslutning ikke, i hvert fald ikke automatisk, udelukke anvendelsen af strlf's § 13, stk.1. Det forudsættes i det foregående eksempel, at gerningsmanden og ofret står overfor hinanden, f.eks. at angriberen har opdaget den angrebne på lang afstand, og således begynder at løbe efter denne med den intention at udøve vold. 
3. Det tredje krav er, at nødværgehandlingen skal have været forsvarlig. Strlf. § 13, stk.1, forsyner lovanvenderen med en vis vejledning i, hvordan dette begreb skal fortolkes i nærværende sammenhæng. Spørgsmålet om forsvarlighed skal for det første afgøres med "under hensyn til angrebets farlighed, angriberens person og den angrebne retsgodes betydning". Det forudsættes her, at domstolene foretager et konkret skøn af samtlige forhold, der kunne have haft en betydning for udøvelsen af nødværge. 

### "Rimeligt begrundet skræk eller ophidselse"
Vi mennesker er forskelligt indrettet, både hvad angår det fysiske og det psykiske. Derfor reagerer vi også forskelligt, når det kommer til visse situationer. F.eks. kan det lægges til grund, at en mand, som færdes i det kriminelle miljø, og som har en lang kriminel løbebane bag sig, ville handle anderledes, hvis han blev overfaldet på gaden end en ældre embedsmand, som aldrig ville kunne forestille sig at blive udsat for sådan noget. Den pæne og nydelige embedsmand vil måske i sådan en situation blive så bange, at han, selv efter at have overmandet overfaldsmanden, stadig ville forsætte med at banke brostenen i hovedet på ham og dermed klart overskride grænserne for nødværge i strlf’s. § 13, stk.1. Derfor så lovgiver sig nødsaget til at indsætte en bestemmelse, hvorefter en nødværgehandling, der overskrider grænserne i § 13, stk.1, alligevel ville kunne medføre straffrihed, såfremt denne var rimeligt begrundet i den ved angrebet fremkaldte skræk eller ophidselse. Rimeligt begrundet udtrykker lovgiverens ønske om, at overskridelsen skal kunne accepteres og henvises til den fremkaldte skræk eller ophidselse.

### Strafnedsættelse efter formildende omstændigheder
Såfremt domstolene ikke accepterer påberåbelse af strlf's § 13, stk.1 eller stk.2, vil den pågældende ikke kunne opnå en frifindende dom på baggrund af ovenstående bestemmelse, men vil til gengælde kunne opnå strafnedsættelse eller strafbortfald jf. den generelle regel i § 83 "straffen kan nedsættes under den foreskrevne strafferamme, når oplysninger om gerningen, gerningsmandens person eller andre forhold afgørende taler herfor. Under iøvrigt formildende omstændigheder kan straffen bortfalde". Endvidere ville den pågældende i forbindelse med straffens fastsættelse kunne påberåbe sig strfl's § 82, stk.1, nr.3 og nr.5. 